# دوجنسیتی

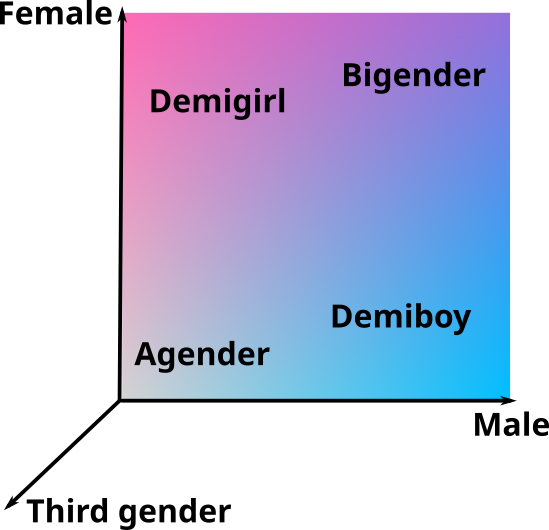
جنسیت های مختلف

دوجنسیتی یا جنسیت دوگانه (به انگلیسی: Bigender) یک اصطلاح است که افرادی را توصیف می‌کند که رفتار اجتماعی بین زنانه و مردانه دارند.
این اصطلاح توسط انجمن روانشناسی آمریکا در گروه دگرجنس‌گونگان طبقه‌بندی می‌شود.
یک بررسی در سال ۱۹۹۹ که توسط گروه بهداشت عمومی سان فرانسیسکو انجام شد نشان داد که در بین دگرجنس‌گونه‌ها کمتر از۳٪ از کسانی که از نظر ژنتیکی مرد و کمتر از ۸٪ از کسانی که به‌طور ژنتیکی زن هستند دوجنسیتی هستند

## دوجنسیتی و آندروجینی
تفاوت دوجنسیتی‌ها و آندروجینی در این است که دوجنسیتی‌ها بین رفتار مردانه و زنانه حرکت می‌کنند یعنی گاهی رفتار مردانه و گاهی رفتار زنانه انجام می‌دهند، گاهی با صدای زنانه و گاهی با صدای مردانه صحبت می‌کنند و غیره. اما در آندروجینی فرد رفتار زنانه و مردانه را هم‌زمان با هم انجام می‌دهد. در واقع دوجنسیتی‌ها در یک لحظه به‌طور کامل زنانه یا مردانه رفتار می‌کنند اما یک آندروجینی در یک لحظه ترکیبی از رفتار مردانه یا زنانه را دارد

## رفتار دوجنسیتی‌ها
دوجنسیتی‌ها مایل به طی کردن مراحل تغییر (هورمون درمانی، جراحی و غیره) نسیتند زیرا این افراد خود را هم مرد و هم زن می‌دانند و نمی‌توانند به یکی از این دو جنس تغییر کنند
دو جنسیتی‌ها مانند دیگر دگرجنس‌گونه‌ها جسم خود را اشتباه تصور نمی‌کنند و مایل به تغییر در جسم خود نیستند